# 矢来能楽堂

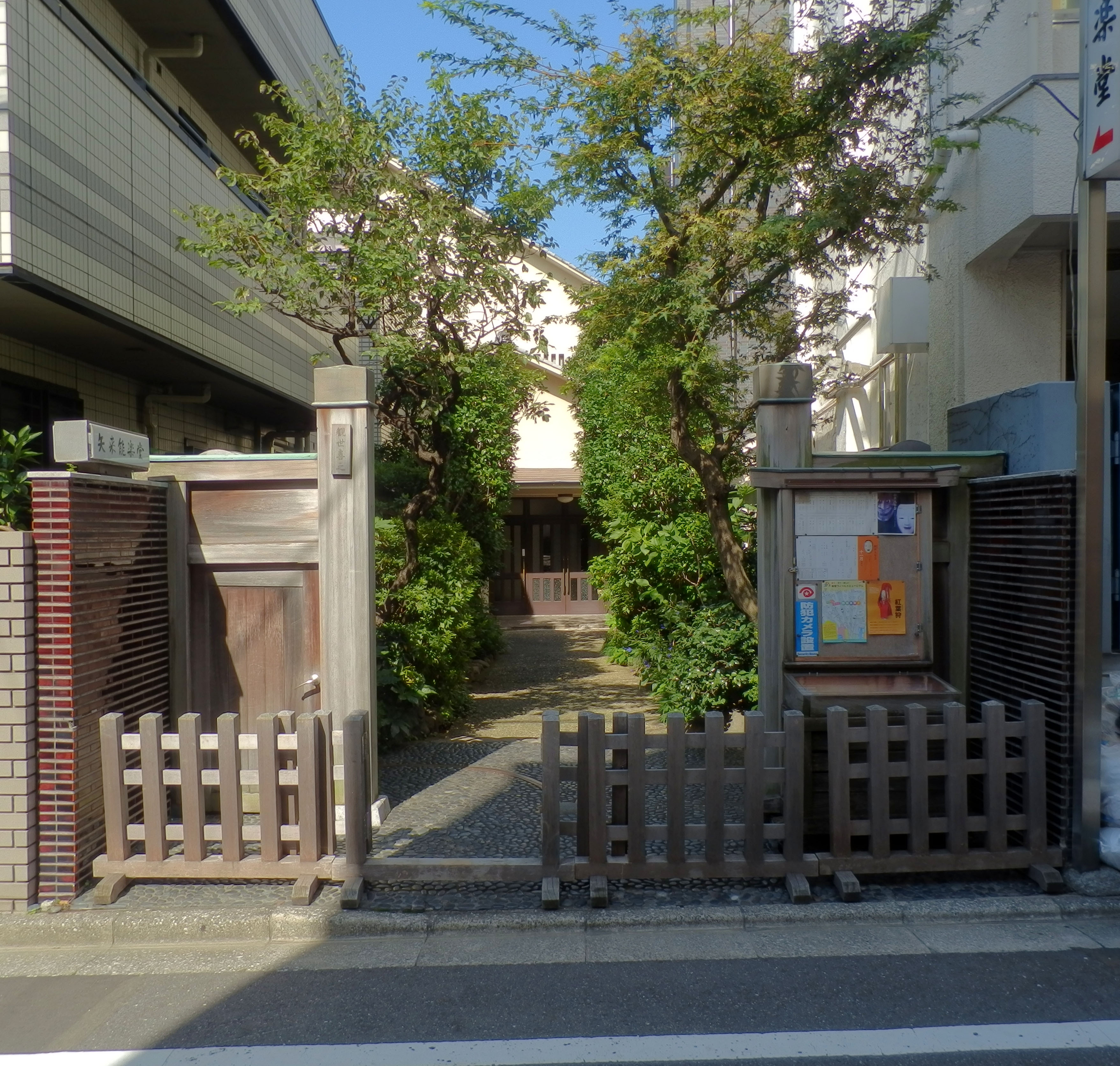
入口

矢来能楽堂（やらいのうがくどう）は東京都新宿区矢来町にある公益社団法人観世九皐会所有の能楽堂。矢来観世家・観世九皐会の本拠地として活動の拠点となっている。昭和27年（1952年）に現在の舞台・建物が建てられ、現在東京都内にある能楽堂のなかでは、杉並区にある大蔵流狂言・山本家の舞台に次いで古い。

## 歴史
観世清之は当初神田西小川町に舞台を設けたが（1908年）、関東大震災のために焼失。1930年に牛込矢来町の現在地に移って舞台を復興するが、さらに1945年5月24日、空襲のために二度焼失した。このため戦後、家芸を相続した二世観世喜之は舞台復興を悲願とし、物資不足のなか御料林の檜をゆずり受けるなどして、1952年、現在の舞台を完成させた。以来二世及びその養子三世観世喜之の二代に渡って観世九皐会の活動の拠点となっており、現在でも九皐会の例会を初めとしてさまざまな演能活動に使用されている。2002年に再建50周年を祝って日数能が行われた。2011年に国の登録有形文化財に登録された。

## 施設
舞台の寸法は、本舞台幅5.4m×奥行5.7m（ほぼ三間四方）、後座奥行2.7m（一間半）、地謡座奥行2.1m、橋掛り幅2.1m×長さ6.5m。屋根は寄席棟造りでやや天井が高めなのが特徴。鏡板は河辺菊久による影向の松と竹。構造は木造モルタル造りで、見所は定員300名。正面、脇正面、中正面は椅子席だが、正面・脇正面後方に古風な座敷造りの見所を残す和洋折衷の珍しい構造である。能楽堂で最初に固定の椅子席を取入れたのは矢来能楽堂であると言われる。ロビーに能用品の売店、地下に喫茶室が設けられている。

## 矢来能楽堂を中心に活動する演能会
- 観世九皐会例会・別会

矢来観世家（観世九皐会）一門による定例能。年間12回（そのほか春季・秋季の別会）。別会は国立能楽堂などで行われることもある。
- 神遊公演

観世喜正らを中心とする能楽師5名の公演。年2～3回程度。現在では大半が矢来能楽堂以外で行われている。
- 若竹能

観世九皐会所属能楽師の若手による研究公演。年２回。
- のうのう能

観世喜正(のうのう事務所）の主催する解説付き入門者用公演。年3～4回平日夜。
- 円満井会定例能（金春流）

金春流の定期能。東京での地盤となる能舞台を持たないために、矢来能楽堂を借りて公演している。